# Togo en los Juegos Olímpicos de Pyeongchang 2018
Togo estuvo representado en los Juegos Olímpicos de Pyeongchang 2018 por una deportista que compitió en esquí de fondo. Responsable del equipo olímpico fue el Comité Olímpico Nacional Togolés, así como las federaciones deportivas nacionales de cada deporte con participación.
La portadora de la bandera en la ceremonia de apertura fue la esquiadora de fondo Mathilde-Amivi Petitjean. El equipo olímpico togolés no obtuvo ninguna medalla en estos Juegos.